# Quercus pauciradiata
Quercus pauciradiata es un árbol caducifolio, de foliación precoz (tres semanas antes, como promedio, que Q. pyrenaica, con quien convive), de hojas membranosas, sin orejuelas, de lobadas a pinnatífidas, casi glabras en el haz, subglabras en el envés, con algunos tricomas fasciculado-estipitados, frecuentemente con sólo dos radios. Hay que tener precaución pues se han publicado en internet fotografías incorrectamente asignadas a este taxón que han dado lugar a muchas interpretaciones erróneas sobre esta especie: no se asemeja a ninguna otra especie del género. 

## Descripción
Planta monoica, anemófila, que produce numerosos amentos masculinos en la primavera y muy pocas flores femeninas. En el otoño se pueden observar algunas bellotas deformes e inviables y nunca se han observado semillas viables.

## Distribución y hábitat
Endemismo del nordeste de la provincia de León, que cuenta con tres poblaciones conocidas en una banda situada al sur de la cordillera Cantábrica hasta el contacto con la de Palencia.
Vive con Quercus pyrenaica, generalmente sobre conglomerados del oligoceno, formando parte de bosques en los que se dan cita Cytisus scoparius, Erica australis, Erica arborea, Cruciata glabra, Polygala microphylla, etc. También aparece, muy esporádico, en abedulares de vaguada o en bosques de ribera.

## Demografía
La mayoría de los ejemplares produce flores masculinas, y es muy raro observar flores femeninas y consecuentemente frutos. En los casos raros en que los frutos llegan a formarse tienen deformidades y no son viables. Se han observado y descrito híbridos con Quercus pyrenaica, Quercus petraea y Quercus faginea. En otras localidades se han encontrado únicamente híbridos, por lo que es posible que pudiesen también hallarse ejemplares aislados de Quercus pauciradiata. Su área de ocupación real, sumados sus tres núcleos, no llega a los 5 km².

## Conservación
La población de Barniedo de la Reina está en el Parque Regional de Picos de Europa. Ha sido propuesta como especie de interés en la futura lista roja de Castilla y León. Debe incluirse en el catálogo regional de especies protegidas que publicará próximamente la Junta de Castilla y León. 

### Medidas propuestas
Se propone la vigilancia, el seguimiento y el mantenimiento de la población principal, así como la conservación de semillas, cuando se encuentren viables, en bancos de germoplasma.

## Taxonomía
Quercus pauciradiata fue descrita por Penas, Llamas, Pérez Morales & Acedo y publicado en Botanica Helvetica 107: 75. 1997.
Etimología
Quercus: nombre genérico del latín que designaba igualmente al roble y a la encina.
pauciradiata: epíteto latín que significa "con pocos radios".